# لشنتسه‌فالو
لِشِنتسِه‌فالو (به مجاری:  Lesencefalu) یک شهرداری در مجارستان است که در ناحیه تاپولتسا واقع شده‌است. لشنتسه‌فالو ۷٫۱۹ کیلومتر مربع مساحت و ۳۲۷ نفر جمعیت دارد.